# Пјетрантуоно (Фрозиноне)
Пјетрантуоно је насеље у Италији у округу Фрозиноне, региону Лацио.
Према процени из 2011. у насељу је живело 17 становника. Насеље се налази на надморској висини од 106 м.